# Diccionari Llatí-Català
El Diccionari Llatí-Català és un diccionari bilingüe llatí-català publicat el 1993 obra d'un grup de llatinistes catalans dirigits Antoni Seva i Llinares. L'edició de l'obra és a càrrec del Grup Enciclopèdia Catalana, i fa part de la seva sèrie de diccionaris bilingües, a la qual també pertany el Diccionari Grec-Català.
Conté unes 60.000 entrades, cosa que el converteix en un diccionari mitjà, de menor envergadura que els anglesos Lewis & Short i Oxford Latin Dictionary o el Gaffiot francès, però més ambiciós que un simple diccionari escolar. Per cobrir aquesta necessitat, existeix una versió reduïda, el Diccionari bàsic llatí-català, de la mateixa editorial.
El diccionari pretén ser una eina per l'«estudiant avançat i l'estudiós versat en les lletres», i, per això, conté un corpus gairebé exhaustiu del lèxic arcaic, clàssic i postclàssic i, en menor mesura, del llatí tardà, amb un gran nombre de noms propis. A més, les entrades contenen variants morfològiques, fonètiques i usos sintàctics, a més d'informació prosòdica detallada, citacions de passatges amb llurs autors i una breu notació etimològica per cada mot.
Amb la inclusió de noms propis, el diccionari contribueix a la fixació de les formes catalanes dels noms propis llatins. Com que fou publicat només uns mesos després de La transcripció dels noms propis grecs i llatins (1993), els redactors no foren a temps per tenir en compte aquests criteris, i només esmenten l'obra en una nota a peu de pàgina. No obstant això, la coincidència entre una obra i l'altra és gairebé total. Solament difereix, a grans trets, en l'acceptació de formes popularitzades com Oceà (per Ocèan) i amazona (per amàzona), la preferència per acusatius llatins en els mots de la declinació atemàtica de tema en dental (Èlide per Èlida, plèiade per plèiada, Tròade per Tròada), i en l'omissió de les terminacions en els topònims de la declinació temàtica (Farsal per Farsalos, Dirraqui per Dirràquium, Túscul per Túsculum).
L'equip redactor del diccionari comprengué, a més del mateix Antoni Seva, els filòlegs Dolors Condom i Gratacòs, Antoni Peris i Juan, Josep Maria Tatjer i Montaña, Carme Bosch i Juan, i Josep Granados i Serrat. També hi col·laboraren breument Joan Castellanos, Mariàngela Vilallonga, Maria Josep Valeri i Pere Villalba. La tasca d'elaboració s'estengué al llarg de tots els anys vuitanta i fou promoguda per l'equip redactor i l'editor Joan Carreras, director del Grup Enciclopèdia Catalana.
| Autor                         | Abreviatura |
| ----------------------------- | ----------- |
| Acci                          | acc.        |
| Livi Andronic                 | and.        |
| Apuleu                        | ap.         |
| Apèndix Vergiliana            | app-v.      |
| Cèsar                         | caes.       |
| Catul                         | cat .       |
| Cató el Vell                  | cato        |
| Cels                          | cels.       |
| Ciceró                        | cic.        |
| Corresponsal de Ciceró        | ad cic.     |
| Columel·la                    | col.        |
| Quint Curci Rufus             | cvrt.       |
| Enni                          | enn.        |
| Florus                        | fl.         |
| Aulus Gel·li                  | gell.       |
| Germànic                      | germ.       |
| Hirci                         | hirt.       |
| Horaci                        | hor.        |
| Juvenal                       | ivv.        |
| Titus Livi                    | liv.        |
| Lucà                          | lvc.        |
| Lucili                        | lvcil.      |
| Lucreci                       | lvcr.       |
| Manili                        | man.        |
| Marcial                       | mart.       |
| Mela                          | mela        |
| Nevi                          | naev.       |
| Corneli Nepot                 | nep.        |
| Ovidi                         | ov.         |
| Pacuvi                        | pac.        |
| Persi                         | pers.       |
| Petroni                       | petr.       |
| Fedre                         | Ph.         |
| Plaute                        | pl.         |
| Plini el Vell                 | plin.       |
| Plini el Jove                 | plin-c.     |
| Corresponsal de Plini el Jove | ad plin-c.  |
| Properci                      | prop.       |
| Quintilià                     | qvint.      |
| Sal·lusti                     | sall.       |
| Sèneca el Jove                | sen.        |
| Sèneca el Vell                | sen-m.      |
| Sili Itàlic                   | sil.        |
| Papini Estaci                 | st.         |
| Suetoni                       | svet.       |
| Tàcit                         | tac.        |
| Terenci                       | ter.        |
| Tibul                         | tib.        |
| Valeri Flac                   | val-f.      |
| Valeri Màxim                  | val-m.      |
| Varró                         | varro       |
| Vel·lei Patèrcul              | vell.       |
| Virgili                       | verg.       |
| Vitrubi                       | vitr.       |
| Indicació de pseudoautor      | ps-         |